# Olio di iperico
La comune definizione di olio di iperico si riferisce ad un oleolito, cioè ad un infuso macerato di fiori e parti aeree di Hypericum perforatum in un olio vegetale. 
Dalla pianta è possibile estrarre per distillazione anche un olio essenziale di iperico, composto prevalentemente da sesquiterpenoidi e monoterpenoidi,  germacrene D (18.6%), (E)-caryophyllene (11.2%), 2-methyloctane (9.5%), α-pinene (6.5%), bicyclogermacrene (5.0%) and (E)-β-ocimene (4.6%)., e un olio fisso dai semi, composto prevalentemente da acido linoleico, acido palmitico e acido linolenico..
Chiamato anche olio di San Giovanni e noto in inglese come St. John's Wort Oil, è inserito in alcune farmacopee europee, denominato come Oleum Hyperici, per le sue proprietà curative soprattutto applicato topicamente. Come derivato della pianta medica probabilmente più studiata viene citato nelle monografie ed opinioni scientifiche dell'Organizzazione Mondiale della Sanità, della Commissione europea, dell'EFSA e dell'EMA.

## Preparazione dell'oleolito

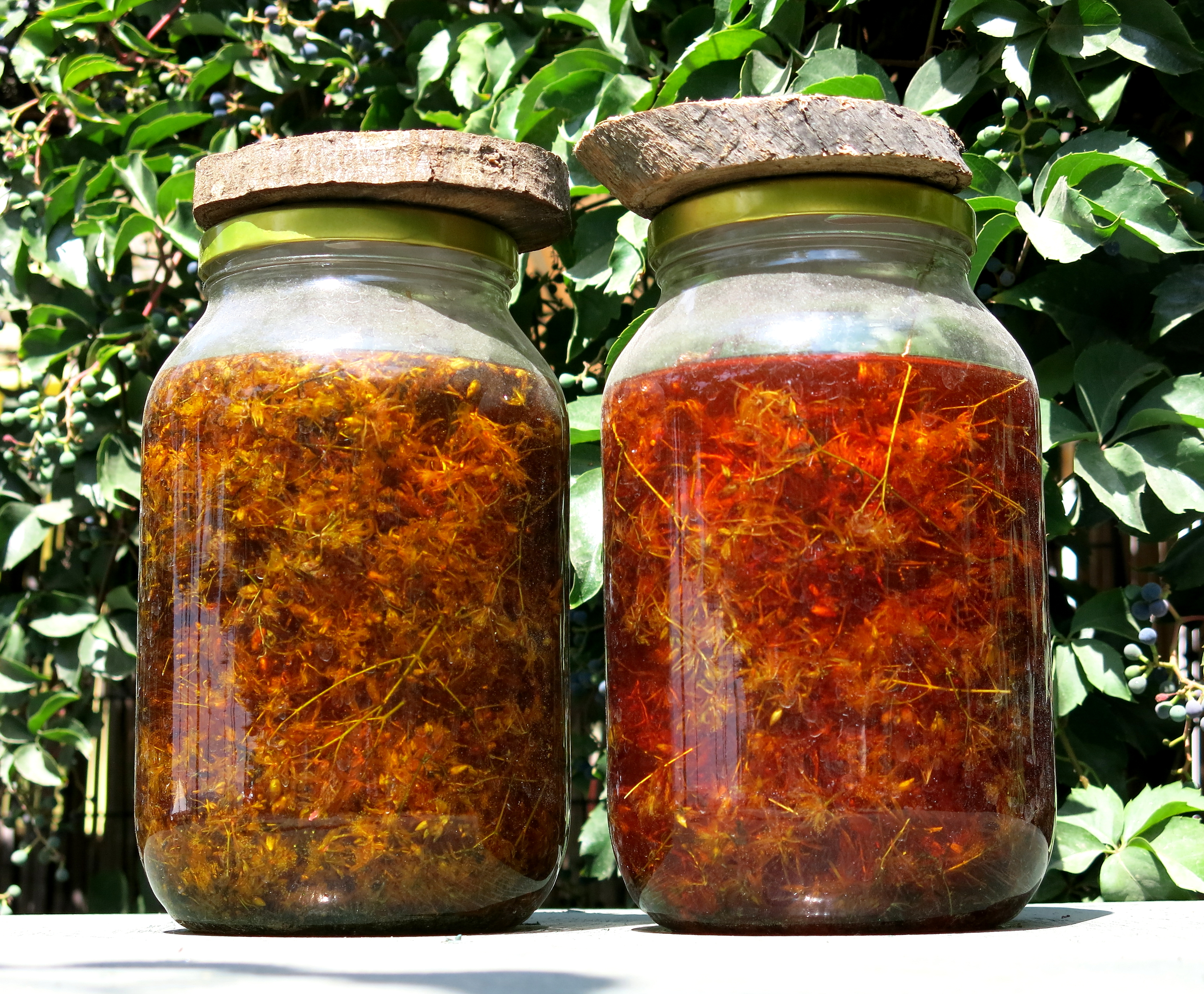
fase della preparazione dell'oleolito di iperico

L'olio di iperico ha caratteristiche diverse in funzione delle parti della pianta utilizzate, della stagione della raccolta e delle procedure di estrazione. Non esiste una procedura standard per la preparazione dell'oleolito. Le procedure descritte nella Pharmacopaea Helvetica ed in quella tedesca differiscono per procedura, olio di macerazione, rapporto droga/olio.
Il tipico olio di iperico è limpido con un colore rosso rubino e può essere prodotto con 250 gr, di fiori e parti aeree secche o fresche in un litro di olio, di oliva, girasole, lino, mais, palma, vinacciolo o analoghi.
Il contenitore in vetro trasparente viene mantenuto in ambiente caldo per la fermentazione e soluzione delle componenti lipofile. Le parti botaniche vengono sminuzzate e frequentemente mescolate per aumentare l'estrazione. Si rimuove l'acqua, in genere con sali igroscopici, solfato di sodio o simili. Il contenitore sigillato viene poi esposto alla luce solare per 4-8 settimane.
La procedura, a seconda anche dell'efficacia della fase di fermentazione,  può comportare una filtrazione dopo l'estrazione dell'acqua prima della sigillatura o al termine della macerazione. In certi casi non è prevista l'esposizione alla luce solare. L'utilizzo di parti aeree botaniche introduce il rischio di contaminazione con pesticidi o metalli tossici. Inserendo nell'olio parti botaniche aeree con attività dell'acqua superiore a 0,94, cioè fresche o umide, si introduce il rischio di spore di Clostridium botulinum associate al botulismo.

## Composizione

Iperforina

Quercetina

L'olio di iperico è normalmente ottenuto con l'estrazione in un olio vegetale, che funge da solvente, di composti fitochimici complessi.
È così composto dall'olio solvente più le sostanze estratte dalle parti botaniche.
Mentre oltre il 99% del tipico olio di iperico sono i trigliceridi e lipidi apportati dall'olio vegetale utilizzato come solvente, i processi di fermentazione, macerazione o digestione, spesso aiutati dal calore e dalla luce solare, comportano anche alcune reazioni biochimiche che modificano le sostanze estratte dalle parti botaniche.
Non tutte le sostanze fitochimiche lipofile presenti nella pianta sono rilevabili nell'olio di iperico.
In particolare il principale attivo con una forte azione fotosensibilizzante, l'ipericina, presente in quantità significative nella pianta durante la stagione della fioritura, nel tipico olio di iperico è praticamente assente.
Infatti anche la protoipericina che esposta alla luce forma ipericina e pseudoipericina in poco tempo degrada e si attribuisce ai suoi prodotti di degradazione la colorazione rossa dell'olio.
La maggioranza delle analisi di olio di iperico prelevato dal mercato o realizzato con metodiche tradizionali non rilevano la presenza di ipericina ed alcune ne rilevano concentrazioni molto bassa, variabili da 0,1 a 6,6 ppm.
Anche i floroglucinoli in particolare l'iperforina e adiperforina, a cui si attribuiscono l'azione antimicrobica ed antinfiammatoria, presenti in quantità significative nella pianta, degradano rapidamente se esposti a luce o calore. 
L'iperforina, rintracciata nell'olio appena prodotto anche in concentrazioni dell'ordine del 0,6%, degrada in furoiperforina e ossi-iperforina, sostanze farmacologicamente meno attive, se esposta all'aria ed alla luce per pochi giorni.
Analisi di olio di iperico prelevato dal mercato o realizzato con metodiche tradizionali rilevano concentrazioni di iperforina molto variabili, quando viene rintracciata: da 0,977ppm in campioni prelevati dal mercato a 91ppm in prodotti realizzati in laboratorio con 6 mesi di conservazione.
Durante la macerazione al contrario risulta aumentare la concentrazione di flavonoidi, quercetina, isoquercitrina, I3II8-biapigenina, kaempferolo, 1,3,6,7-tetraidrossiantone, che però in alcune analisi non sono stati rilevati.

## Utilizzo terapeutico
Esiste una lunga lista di possibili utilizzi terapeutici e rimedi tradizionali basati sull'olio di iperico applicato topicamente, mentre non sono registrati utilizzi per via orale.
L'Agenzia europea per i medicinali ha definito nel 2009 l'olio di iperico:” un prodotto tradizionale a base di erbe medicinali per uso nell'indicazione specificato fondate esclusivamente sull'impiego di lunga data”, indicato come “medicinale vegetale tradizionale per il trattamento sintomatico di infiammazioni minori della pelle (come ad esempio scottature) e come aiuto nella guarigione delle ferite minori”.
Valutando le diverse pubblicazioni scientifiche l'EMA specifica che:" l'uso tradizionale di olio di Iperico per la guarigione delle ferite è supportato da dati farmacologici. La attività antinfiammatoria, analgesica, astringente e antibatterica sono documentati. I dati in vivo sono poveri mentre i dati clinici sono carenti. In contrasto con l'uso tradizionale, il trattamento dei sintomi causati da un trauma o relativi a reumatismi non è ancora plausibile. Effetti antivirali sono documentati per diversi tipi di virus, ma non per la varicella zoster. Pertanto l'uso tradizionale nel trattamento di herpes zoster non può essere supportato”.

## Rischio Fotosensibilizzazione

Ipericina

L'ipericina contenuta nell'Hypericum perforatum è un potente fotosensibilizzante di cui il Consiglio di Europa nel 2006, ha stimato la LOAEL cioè la più bassa dose che causa effetti avversi,  pari a 31-38 µg/die/kg peso corporeo per l'uomo.
Nonostante che nell'olio di iperico, prodotto con metodiche tradizionali, normalmente non si rilevi la presenza dell'agente più significativamente fotosensibilizzante, l'ipericina, e nonostante varie ricerche abbiano rilevato la scarsa o nulla reazione alla luce della pelle trattata nei prodotti tradizionali a base di olio di iperico viene normalmente inserita l'avvertenza di non esporre al sole le aree trattate.